# Pycnarmon deicoonalis
Pycnarmon deicoonalis là một loài bướm đêm trong họ Crambidae.